# Neoneura fulvicollis
Neoneura fulvicollis – gatunek ważki z rodziny łątkowatych (Coenagrionidae). Występuje na terenie Ameryki Południowej.